# Adelieledone
Adelieledone Allcock, Hochberg, Rodhouse & Thorpe, 2003 è un genere di molluchi cefalopodi appartenenti alla famiglia Megaleledonidae.

## Descrizione
Il genere Adelieledone è strettamente affine a Pareledone, da cui si distingue soprattutto per alcuni caratteri interni. Adelieledone ha mantello sacciforme e braccia corte, di lunghezza da 1,5 a 2.5 volte la lunghezza del mantello, subeguali con il paio di braccia dorsali leggermente più corte. Le braccia sono unite da una membrana piuttosto ampia, fino oltre il 35% della lunghezza delle braccia. Le ventose sono uniseriate e non vi sono ventose ingrandite. Nel maschio il terzo braccio destro è ectocotilizzato. La pelle è molle e di consistenza gelatinosa; due brevi creste tegumentarie longitudinali e subparallele sono presenti sul lato dorso-posteriore del mantello, una cresta è presente anche lungo i lati del mantello. Il sacco dell'inchiostro è presente.
Il mantello misura fino a 6 cm, la lunghezza totale arriva a 20 cm.

## Distribuzione e habitat
Il genere è limitato all'oceano meridionale e alle coste antartiche.
Sono cefalopodi bentonici. Vivono sulla piattaforma e sulla scarpata continentale a profondità tra 15 e più di 1500 metri.

## Tassonomia
Al genere sono ascritte 3 specie:
- Adelieledone adelieana (Berry, 1917)
- Adelieledone piatkowski Allcock, Hochberg, Rodhouse & Thorpe, 2003
- Adelieledone polymorpha (Robson, 1930)

Fino al 2003 il genere Adelieledone era compreso in Pareledone.